# Пьон Чін Соп
Пьон Чін Соп (кор. 변진섭; нар. 19 травня 1966) — південнокорейський співак.

## Дискографія

### Студійні альбоми
| Назва                                           | Деталі альбому                                                                      | Пікові позиції у чартах | Продажі                      |
| Назва                                           | Деталі альбому                                                                      | KOR                     | Продажі                      |
| ----------------------------------------------- | ----------------------------------------------------------------------------------- | ----------------------- | ---------------------------- |
| To Be Alone (홀로 된다는 것)                    | - Реліз: 15 червня 1988 - Лейбл: Ssangyong - Формат: LP record                      | Н/Д                     | - Південна Корея: 1,800,000+ |
| Back to You (너에게로 또다시)                   | - Реліз: 25 жовтня 1989 - Лейбл: Ssangyong - Формат: LP record                      | Н/Д                     | - Південна Корея: 2,000,000+ |
| Farewell (어떤 이별)                            | - Реліз: 24 листопада 1990 - Лейбл: Sinseon - Формат: LP record                     | Н/Д                     | - Південна Корея: 1,200,000+ |
| The Reason to Be With You (너와 함께 있는 이유) | - Реліз: 30 жовтня 1991 - Лейбл: Seoul Records Inc. - Формат: LP record             | Н/Д                     | Н/Д                          |
| You to Me, Again (그대 내게 다시)               | - Реліз: 1 листопада 1992 - Лейбл: Seoul Records Inc. - Формат: CD                  | Н/Д                     | Н/Д                          |
| Image '94                                       | - Реліз: 1 вересня 1994 - Лейбл: Seoul Records Inc. - Формат: CD                    | Н/Д                     | Н/Д                          |
| Again                                           | - Реліз: 1 червня 1996 - Лейбл: Taeseong Records - Формат: CD                       | Н/Д                     | Н/Д                          |
| Nonfiction (논픽션)                             | - Реліз: 1 березня 1998 - Лейбл: Yedang Records Co. - Формат: CD, касета            | Н/Д                     | Н/Д                          |
| 20B                                             | - Реліз: 28 жовтня 1999 - Лейбл: Hakgol Music - Формат: CD, касета                  | 41                      | - Південна Корея: 10,600     |
| He'story                                        | - Реліз: 23 грудня 2004 - Лейбл: Synnara - Формат: CD, касета                       | —                       | Н/Д                          |
| Drama                                           | - Формат: 4 жовтня 2007 - Лейбл: T Entertainment - Формат: CD, касета               | 42                      | - Південна Корея: 1,543+     |
| Timeless                                        | - Реліз: 12 грудня 2015 - Лейбл: J Entertainment - Формат: CD, цифрове завантаження | 61                      | Н/Д                          |